# 一口通商
一口通商，西方國家稱為廣州制度或廣州體系（英語：Canton System），是中國自1757年至1842年签订《南京条约》之前，清朝规定西洋商人只可以在广东（指廣州，具体指广州十三行）通商的政策，但中国商民不受此令限制。

## 過程
中国进入明朝之后，实行海禁政策近200年，到明隆庆元年（1567年），福建巡抚涂泽民请开海禁，实施「船引」制度，获准。但明政府只开放了福建漳州的月港一处通商口岸，即隆庆开关。
清初，为了削弱、消灭郑成功等抗清力量一度实行海禁。康熙二十二年（1683年），清军平定台湾。康熙二十三年（1684年），清朝正式开海，准许百姓对外贸易，并在“粤东之澳门（一说广州）、福建之漳州府、浙江之宁波府、江南之云台山”分别设立粤海关、闽海关、浙海关、江海关作为管理对外贸易和征收关税的机构。江浙闽粤四大海关总领各自所在省的所有海关口岸，通常下辖十几至几十个海关口岸。乾隆二十二年（1757年），爆发了洪任辉事件，乾隆帝以海防重地规范外商活动为理由，谕令西洋商人只可以在广东通商，是谓“一口通商”。直至鸦片战争后的1842年，清政府签订《南京条约》被迫向英国“五口通商”。
乾隆谕令“本年来船虽已照上年则例办理，而明岁赴浙之船，必当严行禁绝。......此地向非洋船聚集之所，将来只许在广东收泊交易，不得再赴宁波。如或再来，必令原船返棹至广，不准入浙江海口。豫令粤关，传谕该商等知悉。......令行文该国番商，遍谕番商。嗣后口岸定于广东，不得再赴浙省”
學者指出这一上谕只是让“外洋红毛等国番船”、“番商”只在广东通商，不得再赴浙江等地（原因是浙江等地接近茶絲產地，價格便宜，如果商船直接去浙江購貨，會造成以外貿為主要收入之一的廣東無利可圖），而不是关闭江、浙、闽三海关。乾隆四十一年还有谕旨：“朝鲜、安南、琉球、日本、南洋及东洋、西洋诸国，凡沿边沿海等省份夷商贸易之事皆所常有，各该将军督抚等并当体朕此意，实心筹办。遇有交涉词讼之事，断不可徇民人以抑外夷”。